# Simfonia núm. 3 (Rautavaara)
La Simfonia núm. 3 va ser composta pel finlandès Einojuhani Rautavaara entre el 1959 i 1960. Es va estrenar el 10 d'abril de 1962 a Hèlsinki, amb l'Orquestra Simfònica de la Ràdio Finlandesa dirigida per Paavo Berglund. Dura aproximadament 33 minuts.
En aquesta simfonia, Rautavaara sintetitza el romanticisme de la seva primera simfonia i el modernisme de la segona.
Tot i que utilitza procediments serials, les harmonies són fermament tonals a tot arreu. De fet, els gestos romàntics de la simfonia, l'ús majestuós del metall (incloent-hi les tubes de Wagner), així com l'ús de les marques de tempo alemanyes, deuen molt a les simfonies d'⁣Anton Bruckner, i la crítica ha qualificat la simfonia d'estil neobrucknerià.

## Moviments
1. Langsam, breit, ruhig. El més llarg dels quatre, aquest moviment misteriós s'obre amb motius als vents que evoquen ocells, suportats per trèmolos a les cordes. La part central deixa sentir melodies més llargues a les cordes, abans d'una coda que torna a agafar els motius de l'obertura.
2. Langsam, doch nicht schleppend. Aquest moviment lent és tens i fosc. No obstant això, inclou moments suspesos amb els metalls.
3. Sehr Schnell. Aquest scherzo alterna moments lírics amb d'altres més agitats.
4. Bewegt. En el darrer moviment, els metalls interpreten una mena de fanfara per sobre del ritme trepidant marcat per les cordes. Un tema al fagot aporta lleugeresa a aquest final enèrgic i seriós. Acaba tranquil·lament amb motius que recorden els de l'obertura.[1]

## Enregistraments
| Orquestra                                  | Director       | Companyia discogràfica | Any de gravació | Format         |
| ------------------------------------------ | -------------- | ---------------------- | --------------- | -------------- |
| Orquestra Filharmònica de Hèlsinki         | Leif Segerstam | Ondine Records         | 2007            | Híbrid CD/SACD |
| Royal Scottish National Orchestra          | Hannu Lintu    | Naxos Records          | 1997            | CD             |
| Orquestra Simfònica de la Ràdio de Leipzig | Max Pommer     | Ondine Records         | 1988            | CD             |